# Marcus Manuel Hartog
Marcus Manuel Hartog (Londres, 19 de agosto de 1851 – París 21 de enero de 1924) fue un naturalista, historiador y educador inglés. Contribuyó en múltiples volúmenes de la enciclopedia Cambridge Natural History.
Hartog nació en 1851 y fue el segundo hijo del Profesor Alphonse Hartog (-1904) y de Marion Moss (1821-1907), hermano de Numa Edward Hartog y de Sir Philip Joseph Hartog, escribano académico de la Universidad de Londres y vicecanciller de la Universidad de Daca.
Hartog fue educado en la "Escuela North London Collegiate", en el Colegio Universitario de Londres, y en el Trinity College de Cambridge, donde tomó una primera clase en el "National Science Tripos" en 1874, y luego salió en el mismo año a Ceilán como asistente del Director del Real Jardín Botánico de allí - cargo que ocupó durante tres años. A su regreso, se convirtió en demostrador, y más tarde en profesor de Historia Natural en el Owens College, Manchester. En 1882 comenzó una asociación de más de 40 años con la vida educativa de Cork.
Por 27 años fue profesor de Historia Natural en el Queen's College, Cork (1882-1907). En dicho lugar, en 1909, dictó la cátedra de Zoología en el University College, Cork. Cuando en 1921 ocupó una vacante, el Dr. Hartog llegó a ser Profesor Emérito.
En 1874 en París, Francia, se casa con Blanche Levy, hija de R. Levy, de París, y tuvieron hijos.
El Profesor Marcus Hartog falleció en París el 21 de enero de 1924.
Hartog realizó contribuciones con artículos al Dictionary of National Biography y a la Encyclopaedia Britannica así como a muchas revistas científicas.

## Algunas publicaciones
- 1898. "Nuclear reduction" and the function of Chromatin
- 1919. Parthénogénèse artificielle et germination

### Libros
- Baillon, h; mm Hartog. 1881. The natural history of plants. Volumen 7. 544 pp.
- Williamson, wc; mm Hartog. 1882. Les sigillaires et les lépidodendrées. 352 pp.
- 1888. The morphology of Cyclops and the relations of the Copepoda. 46 pp. + 4 planchas
- 1896. On the cytology of the vegetative and reproductive organs of the Saprolegnieae. 60 pp.
- 1896. Rotifera, gastrotricha, and kinorhyncha. Volumen 2 de Cambridge natural history. 238 pp.
- 1897. The fundamental principles of heredity. Ed. Turnbull & Spears. 19 pp.
- 1909. Protozoa. Volumen 1 de Cambridge natural history. 162 pp.
- 1913. Problems of life and reproduction. Ed. G.P. Putnam's sons, N. York. xx + 362 pp.

- La abreviatura «M.M.Hartog» se emplea para indicar a Marcus Manuel Hartog como autoridad en la descripción y clasificación científica de los vegetales.[4]